# Strambino
Strambino (en français Strambin) est une commune italienne de la ville métropolitaine de Turin, dans la région Piémont.

## Patrimoine
- Église paroissiale de Strambino
- Hôtel de ville
- Château de Strambino

## Transports
La commune est traversée par la ligne de Chivasso à Aoste, la gare de Strambino est desservie par des trains régionaux (R).

## Administration
| Période                                  | Période  | Identité                | Étiquette | Qualité |
| ---------------------------------------- | -------- | ----------------------- | --------- | ------- |
| 14 juin 2004                             | En cours | Savino Modesto Beiletti | civica    |         |
| Les données manquantes sont à compléter. |          |                         |           |         |

### Hameaux
Cerone, Carrone, Crotte, Realizio

### Communes limitrophes
Ivrea, Romano Canavese, Caravino, Vestignè, Mercenasco, Vische, Candia Canavese